# Pascual Guerrero
Pascual Guerrero Marmolejo (Palmira, 17 de mayo de 1894-Cali, 20 de agosto de 1945) fue un poeta, escritor y político colombiano que gestionó y donó los terrenos para la construcción del estadio de fútbol que lleva su nombre en Cali.

## Biografía
Vivió durante algunos años en Cuba, en donde se dedicó a la poesía y a la enseñanza. Regresó a Colombia y fue alcalde de Cartago. En 1930, el presidente de la Liga de fútbol del Valle del Cauca, Emilio Manrique, le comentó a Pascual Guerrero su idea de construir un estadio de fútbol para la ciudad. Guerrero le respondió que si llegaba a ser elegido diputado a la Asamblea del Valle del Cauca gestionaría la construcción del estadio. Efectivamente, esto ocurrió en 1935 y la construcción se aprobó en los terrenos donados por Pascual Guerrero, con una partida presupuestal del departamento por 50 mil pesos destinados mediante la ordenanza 11 del 28 de julio de 1935. El 20 de julio de 1937 el presidente Alfonso López Pumarejo inaugura el estadio del barrio San Fernando de Cali, cuyo nombre inicialmente fue "Estadio Departamental". El primer partido jugado fue Colombia contra México, ganado por los locales en la celebración del cuarto centenario de la ciudad. Los goles colombianos fueron anotados por Romelio Martínez, Julio Mera y Roberto Meléndez; casualmente dos de los anotadores dan nombre a dos estadios de fútbol de Barranquilla.